# Omar Akram
Omar Akram (...) è un compositore statunitense di origini afghane.
Figlio di un diplomatico dell'ONU, viaggia per il mondo con il padre. Già all'età di 14 anni si dimostra un pianista prodigio, per poi con gli anni concentrarsi nella composizione di musiche new Age e chillout. Finché in età adulta firma un contratto con la RealMusic che gli produce e distribuisce il primo disco, Opal Fire (2002). Conosciuto anche con il semplice Omar, ha collaborato con musicisti come Charlie Birashat e Ramon Stagnaro. Nel 2012 esce il suo quarto disco, sempre con la stessa etichetta.

## Discografia
- Opal fire - 2002
- Free as a bird - 2004
- Secret journey - 2007
- Echoes of love - 2012